# Plagiogeneion
Plagiogeneion is een geslacht van straalvinnige vissen uit de familie van emmelichtiden (Emmelichthyidae). Het geslacht is voor het eerst wetenschappelijk beschreven in 1890 door Forbes.

## Soorten
- Plagiogeneion fiolenti (Parin, 1991)
- Plagiogeneion geminatum (Parin, 1991)
- Plagiogeneion macrolepis (McCulloch, 1914)
- Plagiogeneion rubiginosum (Hutton, 1875)
- Plagiogeneion unispina (Parin, 1991)